# Иерофей Афинский
Иерофей Афинский (греч. Ιερόθεος; лат. Hierotheus) (др.-греч. hieros — ’священный’, theos — ’бог’) — христианский священник I века, священномученик, святой Единой Церкви. Первый епископ Афинский и ученик апостола Павла.

## Житие
Иерофей в византийских синаксарях предстаёт, подобно Дионисию Ареопагиту, членом совета старейшин Ареопага, обращённым в христианство апостолом Павлом и ставшим первым епископом Афинским. Однако это противоречит словам из письма Дионисия Коринфского в Афины (в пересказе Евсевия Кесарийского), называющего первым епископом Дионисия Ареопагита (ЦИ. IV. 23.3). По преданию, был наставником Дионисия Ареопагита и присутствовал вместе с ним при погребении Богородицы. Об этом неоднократно упоминается в «Ареопагитиках», но их автор опирался на уже устоявшуюся традицию, так как этот сюжет обнаруживается в более ранних источниках. С VI века образ этих святых становится каноническим атрибутом сначала византийской иконографии Успения, а затем и древнерусской. Святые обычно представлены стоящими за погребальным ложем Богоматери, сбоку от Христа. Мощи святого широко почитаются как на Западе, так и на Востоке.
Дмитрий Ростовский называет Иерофея священномучеником, однако в византийских и славянских синаксарях упоминаний о его мученичестве нет.

## Иерофей и Успение Пресвятой Богородицы
По преданию сообщается, что Иерофей присутствовал при погребении Богородицы он стоял среди апостолов и утешал их духовными песнями и гимнами, которые он пел в сопровождении музыкальных инструментов.
Образ Иерофея вместе со священномучеником Дионисием Ареопагитом с VI века становится обязательным атрибутом византийской, а впоследствии и древнерусской иконографии Успения, где святые обычно представлены стоящими за погребальным ложем Богоматери, сбоку от приемлющего Её тело Христа.

## Празднование памяти
День память Иерофея — 17 октября (4 октября по старому стилю), на следующий день после память Дионисия Ареопагита. В западных календарях эта память появляется с XIV века.

## Иконография
Иерофей изображается седовласым старцем, с большими залысинами на лбу, с широкой средней длины бородой. Святитель облачен в фелонь (иногда крещатую), омофор, в руках Евангелие.

## Гимнография
Память Иерофея отмечается в Типиконе Великой церкви IX—XI веков (Mateos. Typicon. Т. 1. P. 60) 4 октября без богослужебного последования.

## Почитание
Несомненным остается факт почитания мощей Иерофея на Востоке и на Западе. В Греции глава Иерофея хранится в монастыре его имени близ Мегары, а частицы мощей — в Церкви святой Параскевы в Галаксиди, в церкви великомученика Димитрия в Куварасе, в монастыре Таксиархов (близ Нафплио), в монастыре Кехровуниу (остров Тинос), в церкви великомученника Димитрия на острове Идра. Небольшая часть мощей находится в США в русском мужском монастыре Святого Николая Чудотворца во Флориде.

## Монастырь Святого Иерофея
Монастырь Святого Иерофея Афинского ― женский монастырь Мегарской и Саламинской митрополии Элладской Православной Церкви, расположен в горах примерно в 8 км от города Мегара. В южной части кафоликона у стены расположена гробница священномученика Иерофея. Основан в XI веке как мужской монастырь. Был закрыт во время церковной реформы в 1833―1835 годах при короле Греции Оттоне I, которая предусматривала ликвидацию монастырских обителей, где проживали менее 5 насельников. Был возрождён как женский монастырь в 1930 году.

## Труды
Иерофею приписывается авторство ряда книг и песнопений.
В византийских синаксарях (SynCP. Col. 103) Иерофею приписывается авторство многих книг, в том числе сочинения «О Великом Таинстве» (по-видимому, Боговоплощения). Автор «Ареопагитик» упоминает об Иерофея как о сочинителе церковных песнопений (Areop. DN. P. 143), которые также не сохранились.
Он написал как минимум два произведения: «Элементы теологии» (Theologikai stoicheioseis) и «Гимны любви» (Erotikoi hymnoi).
Под именем Иерофей известен сирийский апокриф «Книга св. Иерофея», принадлежащий, по всей видимости, перу сирийского автора VI века Стефану бар Судаили.